# Gro Hammerseng-Edin
Gro Hammerseng-Edin (10 de abril de 1980 en Gjøvik, Noruega y nacida como Gro Hammerseng) es una ex jugadora de balonmano noruega y excapitana de la selección noruega. Es miembro del Salón de la Fama de la EHF y fue elegida como Jugadora del Año de la IHF del 2007.Desde el 2017 es la directora del Comité de Jugadores de la IHF

## Trayectoria

### Clubes
Hammerseng comenzó a jugar al balonmano en 1990, en el Gjøvik HK. En 1995 jugó un año para el Raufoss IL y otro año para el Vardal IF antes de comenzar su carrera como jugadora profesional en 1997 en el Gjøvik og Vardal HK. 
Tras los problemas económicos que en 2003 hizo casi desaparecer al  Gjøvik og Vardal HK, se mudó a uno de los clubes históricos de Dinamarca: el Ikast-Bording (desde noviembre de 2008 se llama FC Midtjylland Håndbold). Gro permaneció 7 años en Dinamarca jugando para el club danés, y el 17 de febrero de 2010 firmó un contrato de 2 años con el club noruego de balonmano Larvik HK. 
Gro jugó con la camiseta del Larvik desde la temporada 2010/11 hasta la 2016/17, temporada en la que puso fin a su carrera después de ganar las finales de la Liga Noruega con Larvik ese día, el 21 de mayo de 2017, con 37 años. Con el equipo noruego consiguió 7 ligas, otras tantas copas y la Champions League de la temporada 2010/11 tras imponerse al equipo español del Itxako.

#### Histórico
- 1997–03: Gjøvik og Vardal HK
- 2003–10: FC Midtjylland Håndbold
- 2010–17: Larvik HK

### Selección Noruega
Gro Hammerseng inauguró su trayectoria en el equipo nacional el 29 de noviembre de 2000, con 20 años, enfrentándose a Polonia en Bergen, Noruega. Su bautismo en torneos importantes tuvo lugar en el Campeonato Europeo de 2000 en Rumanía, donde Noruega consiguió la sexta posición.
En diciembre de 2003, la entrenadora Marit Breivik designó a Hammerseng como capitana del equipo noruego, sucediendo a su paisana de Gjøvik, Else-Marthe Sørlie Lybekk. Aunque el Campeonato Mundial de 2003 marcó su debut como capitana, Noruega no logró el éxito esperado, culminando en la sexta posición y perdiendo la oportunidad de participar en los Juegos Olímpicos de Verano de 2004. 
Alcanzó la medalla de plata en el Campeonato Mundial de 2001 y volvió a repetir presea en la final del Campeonato del Mundo de 2007, perdiendo ante Rusia.
En el Campeonato Europeo de 2002 se hizo con la medalla de plata y tricampeonó en los años 2004, 2006 y 2010, quizá el sexenio más importante del balonmano noruego porque también consiguió la medalla de oro en los Juegos Olímpicos de Pekín 2008, la única participación de la noruega en unos Juegos Olímpicos. La selección noruega, además, se hizo con el europeo del 2008 ante España en Macedonia, pero Gro no participó.
Tanto en el Campeonato Europeo de 2004 (que le otorgó su primera medalla de oro con el equipo noruego) como en el de 2006 Hammerseng, con un rendimiento destacado, fue nombrada MVP y miembro del equipo All-Star del torneo.
Hasta el 22 de diciembre de 2010, ha disputado 167 encuentros con la selección noruega, anotando un total de 631 goles. Su distinguida carrera y logros la consolidan como una figura emblemática en la historia del balonmano noruego.

## Palmarés

### Selección
- 1 x Medalla de oro en los Juegos Olímpicos (2008)
- 2 x Medalla de plata en los Campeonatos del Mundo (2001, 2007)
- 3 x Medalla de oro en los Campeonatos de Europa (2004, 2006, 2010)
- 1 x Medalla de plata en el Campeonato de Europa (2002)

### Clubes
- 1 x Champions League (2010/11)
- 3 x Subcampeonas de Champions (2012/13, 2014/15)
- 1 x Supercopa de Europa (2003/04)
- 7 x Ligas Noruegas (2010/11, 2011/12, 2012/13, 2013/14, 2014/15, 2015/16, 2016/17)
- 7 x Copas Noruegas (2010, 2011, 2012, 2013, 2014, 2015, 2016)

### Individuales
- Miembro del Salón de la Fama de la EHF[15]
- Jugadora del Año de la IHF (2007).
- Jugadora de equipo del año noruega (2010)
- 3 x MVP del Campeonato de Europa (2004, 2006)
- 1 x All-Star del Campeonato de Europa (2004, 2006, 2010)[16]
- 1 x All-Star del Campeonato del Mundo (2007)
- 1 x All-Star de la Liga Danesa (2004-05)

## Vida
A pesar de que sus primeros años como jugadora Gro se negó a hablar de su vida privada, sus últimas temporadas como jugadora en activo se ha convertido en una defensora a ultranza de los derechos LGTBI. Gro empezó a salir con Anja Edin en 2010 y, en 2013, se casó con ella, (pasando ambas a compartir apellidos: Gro Hammerseng-Edin y Anja Hammerseng-Edin) con la que tiene un hijo, Mio. En 2012 empezaron a escribir un libro sobre cómo es tener un hijo siendo una pareja de lesbianas.
Sale en un sello postal emitido por Noruega para conmemorar los Juegos Olímpicos de Pekín 2008.